# María Elena Marqués
Pour les articles homonymes, voir Marques (homonymie).
María Elena Marqués est une actrice mexicaine née le 14 décembre 1926 à Mexico, ville où elle est morte le 11 novembre 2008.

## Biographie
Également active à la radio et au théâtre durant sa carrière, María Elena Marqués, de son nom complet María Elena Marqués Rangel, débute au cinéma dans deux films de 1942. L'année suivante (1943), elle est Juliette dans Roméo et Juliette de Miguel M. Delgado (avec Cantinflas interprétant Roméo) et tourne aux côtés de María Félix et Julián Soler dans Doña Bárbara (en) de Fernando de Fuentes.
En 1947 sort un de ses films les plus connus, La Perle d'Emilio Fernández (avec Pedro Armendáriz), adaptation du roman éponyme de John Steinbeck — qui lui vaut l'année suivante (1948) une nomination au Premio Ariel (prix Ariel) de la meilleure actrice —. Citons aussi La Llorona de René Cardona (1960, avec Luz María Aguilar), où elle tient le rôle-titre. Au total, elle tourne cinquante-six films, majoritairement mexicains, le dernier sorti en 1981.
De plus, elle contribue à deux westerns américains, Au-delà du Missouri de William A. Wellman (1951, avec Clark Gable), puis Les Forbans du désert (1953, avec John Hodiak et John Derek).
Pour la télévision, elle collabore à onze telenovelas produites par Telesistema Mexicano, diffusées entre 1960 et 1973.

## Filmographie

### Au cinéma (sélection)
(films mexicains, sauf mention contraire)
- 1942 : ¡Así se quiere en Jalisco! de Fernando de Fuentes
- 1943 : La razón de la culpa de Juan José Ortega
- 1943 : Roméo et Juliette (Romeo y Julieta) de Miguel M. Delgado
- 1943 : Doña Bárbara de Fernando de Fuentes
- 1944 : La trepadora de Gilberto Martínez Solares
- 1944 : Me ha besado un hombre de Julián Soler
- 1945 : Me ha de comer esa tuna de Miguel Zacarías
- 1945 : Capullito de alhelí de Fernando Soler
- 1945 : La pajarera d'Emilio Gómez Muriel
- 1946 : Las colegialas de Miguel M. Delgado
- 1947 : La Perle (La perla) d'Emilio Fernández
- 1947 : Carita de cielo de José Díaz Morales
- 1948 : La novia del mar de Gilberto Martínez Solares
- 1950 : Lo quiero ser mala de René Cardona
- 1950 : La edad peligrosa de José Díaz Morales
- 1951 : Au-delà du Missouri (Across the Wide Missouri) de William A. Wellman (film américain)
- 1951 : Vuelva el sábado de René Cardona
- 1952 : Désir interdit (Cuando levanta la niebla) d'Emilio Fernández
- 1953 : Tal para cual de Rogelio A. González
- 1953 : Canción de cuna de Fernando de Fuentes
- 1953 : Les Forbans du désert (Ambush at Tomahawk Gap) de Fred F. Sears (film américain)
- 1953 : Reportaje d'Emilio Fernández
- 1954 : Borrasca en las almas d'Ismael Rodríguez
- 1954 : El joven Juárez d'Emilio Gómez Muriel
- 1954 : La mujer que se vendio d'Agustín P. Delgado
- 1955 : Maternidad imposible d'Emilio Gómez Muriel
- 1957 : Pulgarcito de René Cardona
- 1957 : Así era Pancho Villa d'Ismael Rodríguez
- 1958 : A media luz los tres de Julián Soler
- 1960 : La Llorona de René Cardona
- 1962 : Paraíso escondido de Mauricio de la Serna et Raphael J. Sevilla
- 1962 : Pueblito d'Emilio Fernández
- 1966 : Que haremos con papá ? de Rafael Baledón
- 1969 : Valentin Armienta el vengador de Federico Curiel
- 1972 : Entre dos amores de Luis Lucia
- 1978 : El jardín de los cerezos de Gonzalo Martínez Ortega
- 1981 : El testamento de Gonzalo Martínez Ortega

### À la télévision (telenovelas - intégrale)
- 1960 : Un amor en la sombra
- 1962 : Las momias de Guanajuato
- 1963 : La mesera
- 1964 : México 1900
- 1966 : Amor y orgullo
- 1967 : Angustia del pasado
- 1968 : Duelo de pasiones
- 1969 : Lo que no fue
- 1971 : Historia de un amor
- 1972 : El carruaje
- 1973 : El honorable señor Valdez

## Distinctions (sélection)
- 1948 : Nomination au Premio Ariel (prix Ariel) de la meilleure actrice, pour La Perle.